# 7263 Takayamada
7263 Takayamada è un asteroide della fascia principale. Scoperto nel 1995, presenta un'orbita caratterizzata da un semiasse maggiore pari a 2,1441165 UA e da un'eccentricità di 0,1050205, inclinata di 3,30412° rispetto all'eclittica.